# Ширяево (Великоустюгский район)
Ширяево — деревня в Великоустюгском районе Вологодской области.
Входит в состав Трегубовского сельского поселения, с точки зрения административно-территориального деления — в Трегубовский сельсовет.
Расстояние по автодороге до районного центра Великого Устюга — 24,5 км, до центра муниципального образования Морозовицы — 14,2 км. Ближайшие населённые пункты — Кременье, Щекино, Старково, Оленниково.
По данным переписи в 2002 году постоянного населения не было.
Близ деревни Ширяево пересекаются автодороги А123 «Чекшино — Тотьма — Котлас — Куратово» и Р157 «Урень — Шарья — Никольск — Ширяево».